# Accepció
Una accepció o subentrada (del llatí sub- “sota” més el participi passiu d‘intrāre), en lexicografia, és cadascun dels diferents sentits d'una paraula. Al diccionari les accepcions es marquen de manera separada dins la mateixa entrada o lema i poden ser més o menys nombroses en funcio de la polisèmia de la paraula. Cada accepció és un significat en un context que pot no funcionar o ser agramatical en altres contextos, fet que dificulta la traducció automàtica. Si la paraula és monosèmica, l'accepció única coincideix amb el significat del mot.

## Descripció
Les unitats lèxiques que formen la nomenclatura d'un diccionari poden ocupar la posició d'entrada o de subentrada. Les entrades encapçalen cadascun dels articles del diccionari, mentre que les subentrades ocupen una posició inferior dins l'article i hi introdueixen un subarticle, de manera que són constituïdes generalment per més d'un mot, un dels quals proporciona l'entrada de l'article.
Tot i que la definició tradicional de subentrada fa al·lusió a «qualsevol conjunt de dos o més mots que té una definició i que apareix dins de l'article que correspon a un d'aquests mots, és a dir, sota una entrada», no totes les subentrades dels repertoris lexicogràfics compleixen aquestes característiques. Per una part, hi ha algunes subentrades que no tenen cap definició a continuació (principalment, aquelles que estan il·lustrades amb més d'un exemple) i, per altra, no totes les subentrades estan formades per dos o més mots, ja que també poden estar constituïdes per mots simples, sigui morfològicament o semàntica.
En qualsevol cas, i en consonància amb la definició recollida a l'inici, les subentrades presenten les característiques següents: es troben dins un article, però no l'encapçalen; destaquen tipogràficament (generalment, en lletra negreta); contenen una definició perifràstica o sinonímica; poden estar il·lustrades amb un exemple o més i poden contenir una remissió o més.

## Funció
Dins la tradició lexicogràfica romanista, les subentrades compleixen la funció d'estalviar espai, la qual cosa és fonamental als diccionaris escrits, a diferència de la tradició lexicogràfica anglosaxona, que, generalment, presenta les subentrades com a entrades independents.
Amb la finalitat d'estalviar espai, també és freqüent l'agrupació correlativa de distintes subentrades que presenten un sentit idèntic, similar o relacionat. N'és exemple la subentrada ésser un cap buit, que el DIEC agrupa juntament amb els sublemes següents: ésser un cap buit [o ésser un cap d'ase, o ésser un cap de carabassa, o ésser un cap de meló] Ésser neci, ignorant.
Paral·lelament, l'organització en subentrades no resulta rellevant als diccionaris digitals, ja que aquests repertoris no ocupen espai físic.
Així mateix, l'estalvi d'espai a través de les subentrades resulta habitual als diccionaris d'orientació general o sincrònica, però no als diccionaris especialitzats o terminològics, que despleguen tota la nomenclatura en entrades independents.

## Estructura
Als diccionaris generals, les subentrades presenten la mateixa estructura interna que els articles, en aquest cas, una subentrada o sublema, seguida de la categoria gramatical, la definició i els exemples d'ús.
N'és exemple la subentrada ara per ara, que el DIEC recull de la manera següent: ara per ara loc. adv. En aquest moment si més no. Ja ho veig que està emplujat; però ara per ara no plou.
Pel que fa a l'estructura del diccionari, les subentrades pertanyen a la microestructura, ja que no estan subjectes a lematització i s'inclouen dins l'organització particular de la informació continguda en els articles.

## Tipus de lletra
Els diccionaris generals monolingües segueixen, normalment, el criteri d'utilitzar la lletra negreta per distingir la subentrada de la resta de l'article, aspecte que pot acompanyar-se, a més, de lletra cursiva o d'un cos diferent.
En aquest sentit, el DIEC opta per destacar la subentrada o sublema fent servir conjuntament negreta i cursiva. En aquest cas, la categoria gramatical utilitza la lletra cursiva; la definició, la lletra rodona; i els exemples d'ús, també la lletra cursiva.
A més, i pel que fa a l'ús de majúscula, les subentrades s'han d'escriure en minúscula inicial, llevat que comenci amb un nom propi.

## Informació fonètica
Malgrat que la majoria dels diccionaris generals no donen indicacions sobre la pronunciació de les subentrades, aquest aspecte resulta especialment indicat per a aquelles subentrades que presenten una divergència notòria entre l'ortografia i la pronúncia.

## Informació morfològica
Habitualment, els diccionaris generals no solen explicitar la morfologia de les subentrades, ja que es pressuposa que hereten la informació morfològica de la base.
No obstant això, en el cas de morfologies que s'aparten de les solucions regulars, com ara el plural de la subentrada llengua estàndard recollida al DIEC, l'usuari no disposa d'informació sobre la formació del plural llengües estàndard, de manera que en aquests casos en resultaria útil la concreció.

## Informació gramatical
Freqüentment, els diccionaris generals no són sistemàtics quant a la consignació de la categoria gramatical de les subentrades.
Així, hom pot trobar diferents tractaments gramaticals de les subentrades dins una mateixa entrada. N'és el cas, entre molts d'altres, de les subentrades de cap i cap pelat al DIEC, la primera de les quals hi consigna la seva categoria gramatical (locució adverbial), cosa que no té lloc en la segona (sintagma nominal).

## Definició lexicogràfica
Les definicions de les subentrades poden ser perifràstiques o sinonímiques.
Les definicions perifràstiques delimiten els trets semàntics més rellevants de la unitat lèxica definida, de manera suficient com per diferenciar-la d'altres unitats. N'és el cas de la subentrada cap blanc al DIEC, que es defineix com a “cap amb tots els cabells blancs”.
Les definicions sinonímiques són aquelles que, com el seu nom indica, expressen sinònims de la unitat lèxica. N'és el cas de la subentrada cap de fibló al DIEC, definida simplement com a “mànega”.

## Localització de subentrades als diccionaris electrònics
La possibilitat de buscar subentrades als diccionaris electrònics depèn de la implementació expressa d'aquesta característica a la seva interfície i al seu motor.
En el cas de la versió electrònica del DIEC, les subentrades no poden cercar-se des de la modalitat de consulta bàsica, però sí que s'hi poden buscar des de la modalitat de consulta avançada, mitjançant el formulari “subentrada a cercar”.